# NKOTBSB
NKOTBSB NKOTBSB foi um supergrupo composto pelos membros dos grupos estadunidenses New Kids on the Block e Backstreet Boys. Seu nome foi sugerido por Howie Dorough do Backstreet Boys e provém da combinação das iniciais do nome de cada grupo. Juntos o supergrupo NKOTBSB lançou uma coletânea homônima em 2011, que contou com a faixa título "Don't Turn Out the Lights". Além disso, uma turnê de nome NKOTBSB Tour foi realizada entre os anos de 2011 e 2012, pela América do Norte, Europa, Austrália e Ásia.

## História
Em junho de 2010, o Backstreet Boys se juntou ao New Kids on the Block no palco do Radio City Music Hall em Nova York, Estados Unidos, a convite deste último, onde tocou "I Want It That Way". O concerto fez parte da turnê Casi-NO Tour do New Kids on the Block. Após a apresentação, a imprensa começou a circular rumores de que os dois grupos iria de reunir para a realização de uma turnê conjunta prevista para iniciar-se no ano seguinte. Em 8 de outubro, Brian Littrell, membro do Backstreet Boys, revelou que a turnê possuía 78% de chance de acontecer. Ele também afirmou que ele e Donnie Wahlberg, membro do New Kids on the Block, estavam trabalhando em algumas canções juntos.
Em 8 de novembro de 2010, a turnê foi anunciada oficialmente, através do programa On Air with Ryan Seacrest, durante a ocasião, foi revelado que ambos os grupos estavam gravando um single a ser lançado mais tarde. A fim de promover a turnê, os grupos realizaram uma sessão de perguntas e respostas ao vivo no Ustream no mesmo dia.
O recém-formado supergrupo se apresentou pela primeira vez no encerramento do American Music Awards em 21 de novembro, a fim de fornecer ao público uma amostra do que eles veriam na turnê e, novamente no início de 2011 no especial de ano novo da ABC, Dick Clark's New Year's Rockin' Eve with Ryan Seacrest.
Em 14 de março de 2011, o NKOTBSB anunciou o lançamento de uma coletânea para a data de 24 de maio. O álbum apresentou cinco faixas de cada grupo e algumas novas gravações do supergrupo combinado. Sua faixa título, o single intitulado "Don't Turn Out The Lights", foi lançado previamente em 5 de abril. O início da NKOTBSB Tour, ocorreu em 25 de maio em Rosemont, Estados Unidos. Em 3 de junho, durante a execução da turnê, o grupo se apresentou no Rockefeller Center como parte do programa The Today Show da NBC.
No ano seguinte, a NKOTBSB Tour encerrou-se em 3 de junho de 2012, em Pasay nas Filipinas e  grupo se apresentou pela última vez em 18 de agosto do mesmo ano na Pensilvânia, Estados Unidos, pelo Summer Mixtape Festival. Durante um dos concertos realizados pelo grupo, em 29 de abril de 2012 em Londres, Inglaterra, enquanto anunciava o retorno do membro Kevin Richardson ao Backstreet Boys, Littrell sugeriu que concertos poderiam ser realizados com todos os dez membros no futuro.  Em agosto de 2012, os membros do New Kids on the Block também declararam que embora pelo Summer Mixtape Festival, tenha sido sua última apresentação juntos por um bom tempo, ambos os grupos poderiam voltar a se reunir e esperavam realizar outros concertos com o Backstreet Boys no futuro.

## Membros
New Kids on the Block
- Jonathan Knight
- Danny Wood
- Donnie Wahlberg
- Jordan Knight
- Joey McIntyre

Backstreet Boys
- Howie Dorough
- Brian Littrell
- AJ McLean
- Nick Carter

## Discografia

### Álbuns
- NKOTBSB (2011)

### Singles
- "Don't Turn Out the Lights" (2011)

## Prêmios
- NewNowNext Awards (2011)
  - Melhor Nova Indulgência: New Kids On The Block/Backstreet Boys – Turnê de Verão de 2011[17]

## Turnês
- NKOTBSB Tour (2011–2012)